# Есаул
Есау́л (укр. осавул, от тюрк. ясау́л) — должность и чин в казачьих войсках.
Изначально — наименование помощника военачальника, его заместителя. Впоследствии — обер-офицерский чин в казачьих войсках (см. Казачьи чины). В XIX веке есаул командовал казачьей сотней (ротой или эскадроном) и потому сопоставлялся с чином ротмистра или капитана.

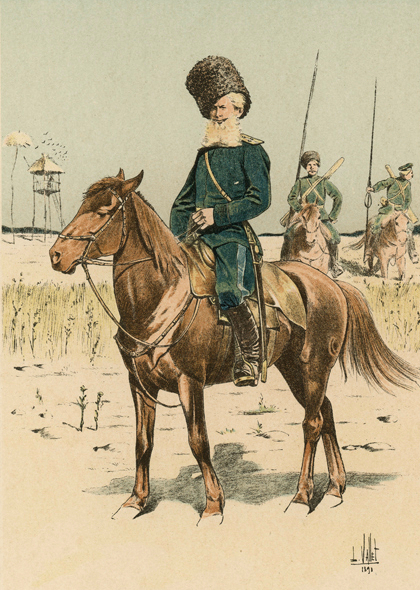
Казачий есаул во главе дозора. 1890-е годы.

## Происхождение слова
Слово тюркского происхождения: от чагат., тур. jasaul «распорядитель, исполнитель повелений». Тюркские слова, в свою очередь, восходят к монг. ǰasaɣul с тем же значением.
Первые упоминания в древнерусских источниках (в форме др.-рус. ꙗсаулъ) относятся к XV веку:

Слышавъ же безбожный Мамай от своих старых татаръ и нача подвиженъ быти и диаволомъ палим непрестанно, ратуа на христианство. И бѣ в себѣ нача глаголати къ своим еулпатом и ясаулом, и князем, и воеводам, и всѣм татаром…— Сказание о Мамаевом побоище
Позднее в украинском языке слово приобрело формы: ассаул, асавул, осавул; в русском языке: есаул, эсаул, ясаул.
| младшее звание: Подъесаул | Есаул | старшее звание: Войсковой старшина |

## Должность в казачьих войсках

### В Войске Запорожском
Должность есаула для казаков впервые введена в 1578 (1576) году в Реестровом Войске Запорожском королём Речи Посполитой Стефаном Баторием. Позднее эта должность перекочевала в Донское и другие казачьи войска России.
Есаулы были:
- генеральные;
- войсковые;
- полковые[12];
- сотенные;
- станичные;
- походные;
- артиллерийские.

Генеральный есаул был помощником казачьего гетмана. В мирное время в его обязанности входила инспекция казачьих полков, а во время войны под его командованием находилось несколько полков. При отсутствии гетмана генеральный есаул командовал всем войском. У старшего генерального есаула хранилась гетманская булава — знак гетманской власти. Должность просуществовала до 1764 года — до ликвидации гетманства.
Войсковой есаул (с XVI в.) был помощником при кошевом атамане. По иерархии Запорожского Коша он причислялся к кошевой старши́не и был четвёртым лицом по старшинству. На деле, войсковой есаул был настоящей «правой рукой» в Запорожском Коше.
Полковой есаул был помощником командира полка — казачьего полковника. В казачьем полку, по обыкновению, было два полковых есаула.

### В Российской империи
В Российской империи в 1775 году по высочайшему повелению, сделанному по представлению князя Потёмкина, полковых есаулов было указано считать «прилично офицерскому званию» и признавать обер-офицерами.
В 1798 году чин есаула был приравнен к чину ротмистра в кавалерии.
После 1884 года, когда в армии был упразднён чин майора, чин есаула был приравнен к чину капитана и стал соответствовать современному званию майора. Начиная с этого времени — это обер-офицерский чин в казачьих войсках IX класса (в 1798—1884) / VIII класса (в 1884—1917) в соответствии с Табелью о рангах.
В период с 1884 по 1917 год есаул носил капитанские погоны — с одним просветом без звёздочек. Обер-офицерский чин в казачьих частях, соответствующий ротмистру (капитану).